# Allolestes maclachlanii
Allolestes maclachlanii är en trollsländeart som beskrevs av Selys 1869. Allolestes maclachlanii ingår i släktet Allolestes och familjen Megapodagrionidae. Inga underarter finns listade i Catalogue of Life.